# گولا گلاوا

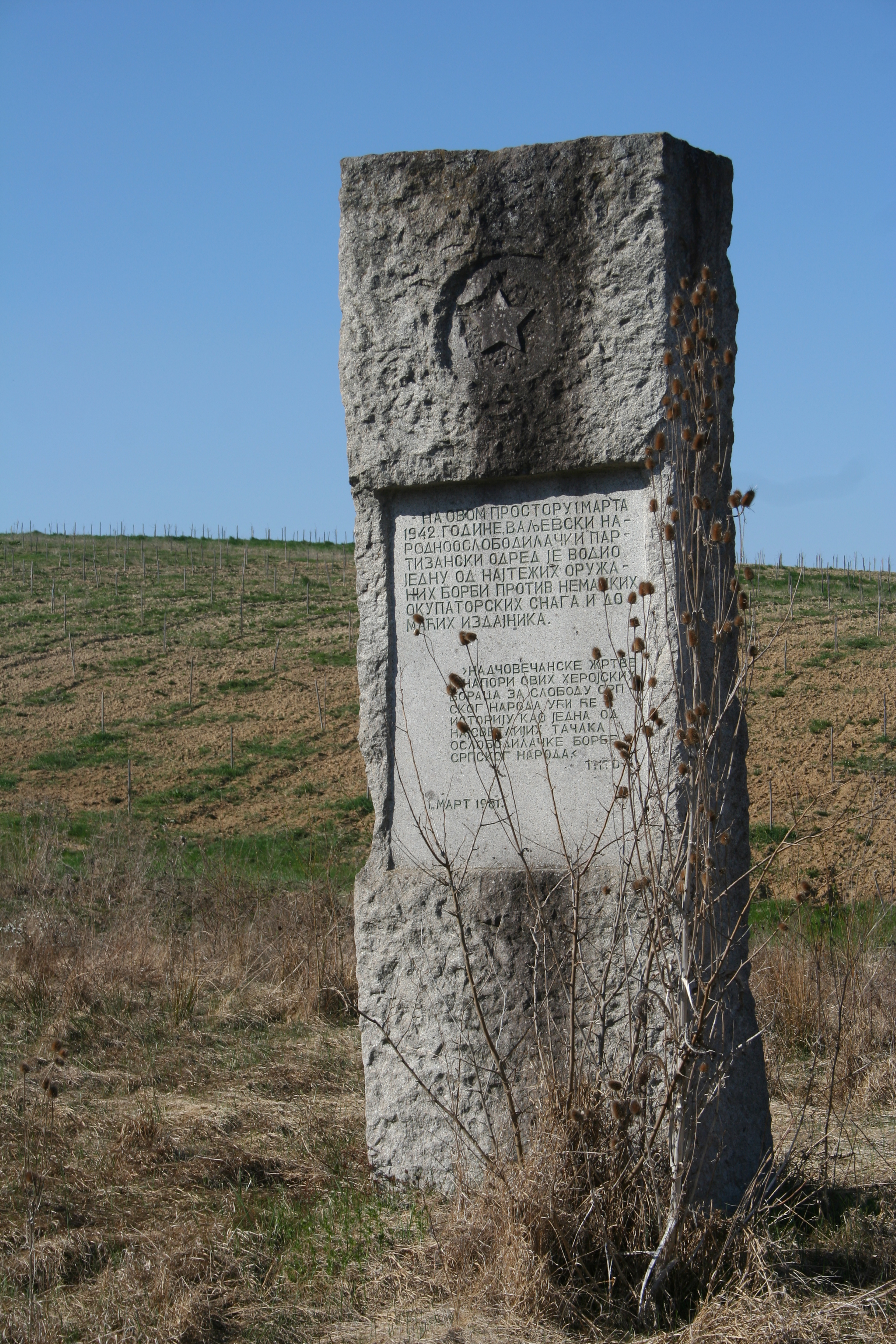
تصویر آثاری تاریخی در روستای گولا گلاوا

گولا گلاوا (به صربی: Gola Glava) یک روستا در صربستان است که در ناحیه کولوبارا واقع شده‌است.
 گولا گلاوا  ۷۹۳ نفر جمعیت دارد.